# Steph Houghton
Stephanie Jayne „Steph“ Houghton Darby MBE (* 23. April 1988 in Durham) ist eine englische ehemalige Fußballspielerin. Sie spielte von 2014 bis 2024 für Manchester City WFC in der FA Women’s Super League und stand im Kader der englischen Nationalmannschaft für die Weltmeisterschaften 2011, 2015 und 2019 sowie im Kader des Team GB bei den Olympischen Spielen 2012 in London und 2021 in Tokio. Im Verein und in der A-Nationalmannschaft spielte die Abwehrspielerin zeitweise im Mittelfeld, bei der U-20-Fußball-Weltmeisterschaft der Frauen 2008 spielte sie in der Abwehr. Auch für die Olympischen Spiele wurde sie als Abwehrspielerin nominiert. Mit 14 Einsätzen als Kapitänin in WM-Spielen ist sie die am häufigsten als Spielführerin bei Weltmeisterschaften der Frauen eingesetzte Spielerin.

## Werdegang

### Vereine
Houghton begann ihre Fußballlaufbahn mit 5 Jahren bei den Sunderland A.F.C. Women, In der Saison 2006/07 wurde sie mit dem FA Young Player of the Year Award ausgezeichnet. Danach wechselte sie zu Leeds, mit denen sie 2010 den FA Women’s Premier League Cup gewann. Von 2010 bis 2013 spielte sie für die Arsenal Ladies, mit denen sie 2011 den FA-Cup und die WSL-Premierensaison gewann. 2012 folgte die zweite Meisterschaft.

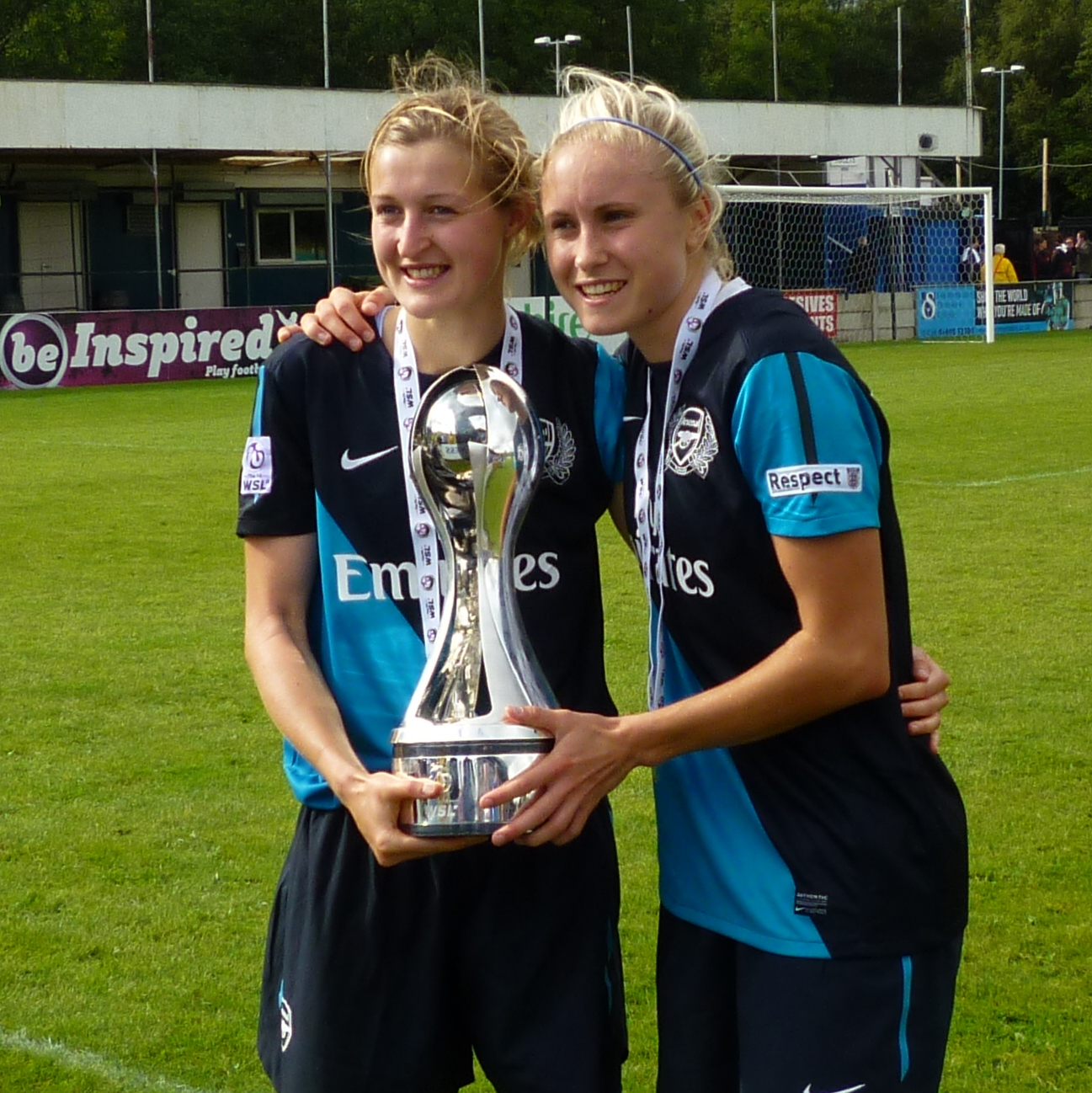
Houghton (re.) und Ellen White mit der FA WSL Trophy

Mit Arsenal nahm sie auch viermal an der UEFA Women’s Champions League teil. 2010/11 kam sie in acht Spielen zum Einsatz und schied erst im Halbfinale gegen den späteren Sieger Olympique Lyon nach zwei Niederlagen (0:2 und 2:3) aus. In den beiden folgenden Jahren wurde ebenfalls das Halbfinale erreicht, wo jeweils zweimal gegen die deutschen Vizemeister 1. FFC Frankfurt und VfL Wolfsburg verloren wurde. 2013/14 kam sie nur zu drei Einsätzen, erzielte aber im Achtelfinale beim 3:0 gegen Glasgow City FC ihr erstes CL-Tor. Da sie zur Saison 2014 zum Liganeuling Manchester City WFC wechselte, erlebte sie das Viertelfinalaus gegen den Ligakonkurrenten Birmingham City LFC nicht mit.
Nachdem Manchester City in der ersten Spielzeit den fünften Platz belegt hatte, konnten die Citizens 2015 Vizemeister werden. 2016 wurde dann die Meisterschaft gewonnen, wobei Houghton keine Minute fehlte und zwei Tore erzielte. In der UEFA Women’s Champions League 2016/17 bestritt sie acht. Im Halbfinale gegen Olympique Lyon kam das Aus nach einer 1:3-Heimniederlage und einem 1:0-Auswärtssieg.
Die „Spring Series“ genannte kurze Übergangssaison 2017 beendete Manchester auf dem zweiten Platz. Houghton stand nur im Spiel bei Bristol City nicht in der Startelf, wurde aber nach einer Stunde eingewechselt. Auch die nun an den normalen europäischen Spielkalender angepassten Saison 2017/18 beendete Manchester als Vizemeister. Nach zwei Spielzeiten, in denen sie allen Spiele mitmachte, konnte sie erstmals in drei Spielen nicht mitspielen. In der UEFA Women’s Champions League 2017/18 scheiterten die Citizens erneut im Halbfinale an Lyon. Im Juli 2018 nahm sie mit der Mannschaft am erstmals ausgespielten Women’s International Champions Cup teil, wo im Halbfinale erneut Lyon der Gegner war. Mit 0:3 wurde auch dieses Spiel verloren. Das Spiel um Platz 3 konnte dann mit 2:1 gegen Paris Saint-Germain gewonnen werden.
In der Saison 2018/19, die wieder mit der Vizemeisterschaft endete, verpasste sie erneut keine Minute. In der UEFA Women’s Champions League 2018/19 kam sie aber nur zu einem Einsatz, da bereits im Sechzehntelfinale Schluss war, wo nach einem 1:1 ohne sie bei Atlético Madrid das Heimspiel mit 0:2 verloren wurde. Atlético war dann auch 2019/20 stärker. Diesmal gab es ein 1:1 im Heimspiel und eine 1:2-Auswärtsniederlage im Achtelfinale.
In der FA Women’s Super League 2019/20 lagen sie am 23. Februar 2020 auf Platz 1 der Tabelle. Aufgrund der COVID-19-Pandemie wurden die nächsten Spiele zunächst auf unbestimmte Zeit verschoben und Ende Mai endgültig abgesagt. Am 5. Juni 2020 wurde die zweitplatzierte Mannschaft von Chelsea aufgrund des besseren Quotienten zum Meister erklärt und Manchester City zum Vizemeister. In der UEFA Women’s Champions League 2020/21 kam sie in den beiden gegen Kopparbergs/Göteborg FC gewonnenen Spielen des Sechzehntelfinales (2:1 und 3:0) sowie beim 3:0-Hinspielsieg gegen die AC Florenz im Achtelfinale zum Einsatz. Ihre Mitspielerinnen gewannen dann ohne sie das Rückspiel mit 5:0. Im Viertelfinale konnten ihre Mitspielerinnen nach einer 0:3-Auswärtsniederlage gegen den späteren Sieger FC Barcelona zwar im Heimspiel mit 2:1 gewinnen, das reichte aber nicht um das Halbfinale zu erreichen. In der Qualifikation zur UEFA Women’s Champions League 2021/22 erreichten sie in Madrid gegen Real Madrid ein 1:1, in Manchester kassierten sie kurz vor der Pause das 0:1, bei dem es bis zum Ende blieb, wodurch sie die erstmals ausgetragene Gruppenphase verpassten. Auch 2022/23 war in der Qualifikation gegen Real Endstation.
Am 27. März 2024 gab sie ihr Karriereende zum Ende der Saison 2023/24 bekannt.

### Nationalmannschaften
Houghton spielte für die englische U-16-Schüler-Mannschaft sowie die U-19, U-20, U-21 und U-23-Mannschaften und nahm an der U-20-Fußball-Weltmeisterschaft der Frauen 2008 in Chile teil, bei der England im Viertelfinale mit 0:3 gegen den späteren Weltmeister USA verlor. 2006 wurde sie für das mit 1:5 gegen Deutschland verlorene Spiel der A-Nationalmannschaft nominiert, aber nicht eingesetzt. Erst am 8. März 2007 kam sie beim 6:0 gegen Russland zu ihrem ersten Einsatz für das A-Team. Aufgrund eines Beinbruchs konnte sie nicht an der WM 2007 teilnehmen und fiel auch für die EM 2009 aus. Die WM 2011 war somit ihr erstes großes Turnier für A-Nationalmannschaften. Im Viertelfinale gegen Frankreich wurde sie in der 81. Minute eingewechselt und kam dadurch zu ihrem ersten WM-Einsatz, schied aber durch die Niederlage im Elfmeterschießen aus.
Im ersten Spiel des Team GB bei den Olympischen Spielen 2012 erzielte sie das einzige Tor gegen Neuseeland. Im zweiten Spiel gegen Kamerun erzielte sie den Treffer zum 3:0-Endstand, womit sie mit zwei Toren beste Torschützin des Team GB wurde. Auch gegen Brasilien erzielte sie den einzigen Treffer zum 1:0-Sieg. Im Viertelfinale gegen Kanada kam sie ebenfalls zum Einsatz, musste aber mit ihrer Mannschaft die erste Niederlage hinnehmen und schied aus.

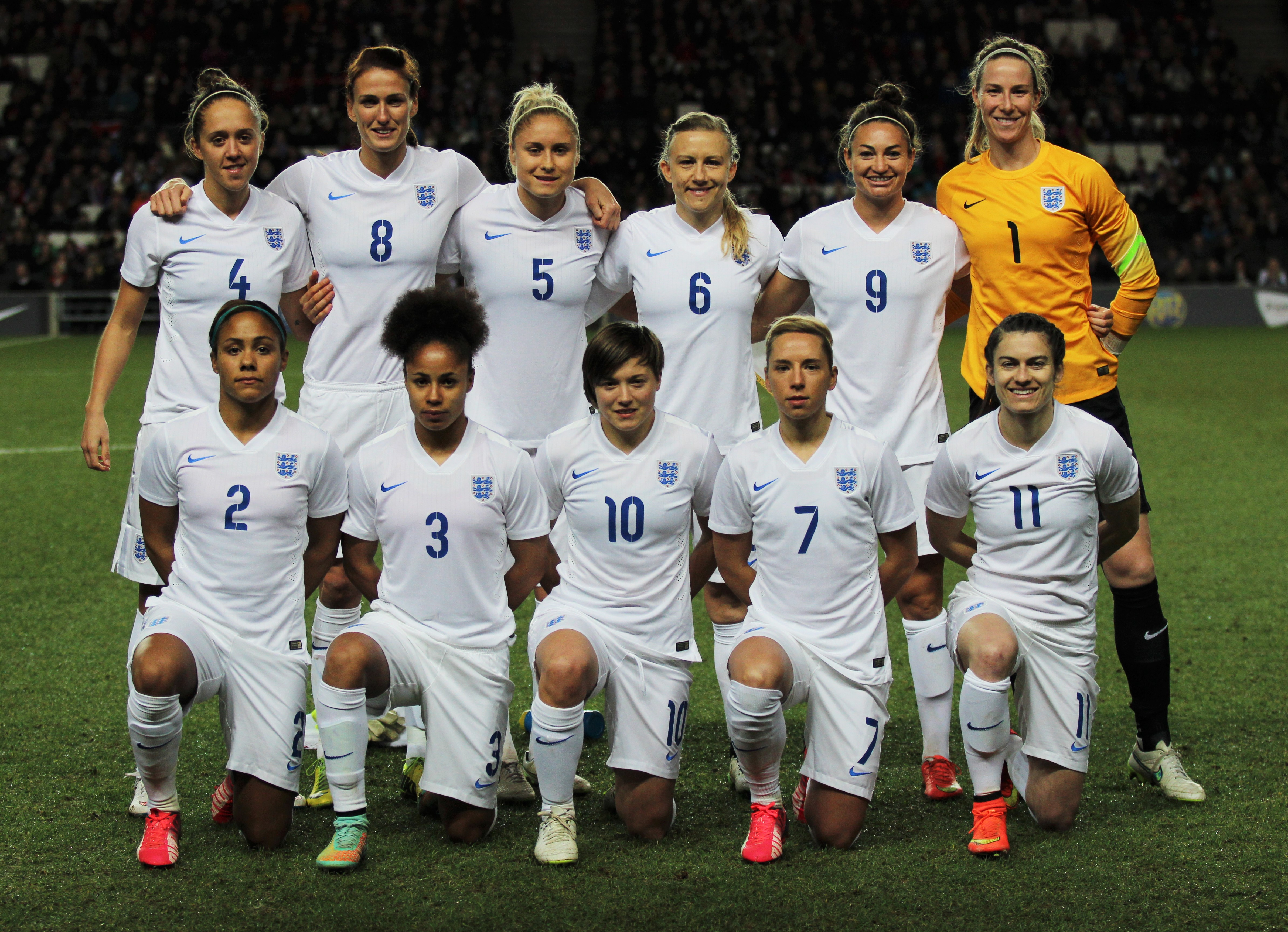
Houghton (Nr. 5) mit der Nationalmannschaft vor dem Spiel gegen die USA am 13. Februar 2015

Beim Zypern-Cup 2015, den ihre Mannschaft zum dritten Mal gewann, kam sie aufgrund einer Verletzung nur zu einem Einsatz.
Bei der Fußballweltmeisterschaft 2015 in Kanada war sie Kapitänin des englischen Kaders. Sie stand in allen sieben Spielen in der Startelf und spielte immer bis zum Ende des Spiels. Im Achtelfinale gegen Norwegen brachte ihr Tor zum 1:1 England zurück ins Spiel und durch das anschließende Tor ihrer Mitspielerin Lucy Bronze gelang England erstmals der Sieg in einem K.-o.-Spiel bei einer WM der Frauen. Nach dem Viertelfinale gegen Gastgeber Kanada wurde sie als „Spielerin des Spiels“ geehrt. England hatte durch den Sieg gegen Kanada erstmals das Viertelfinale überstanden. Im Halbfinale gegen Titelverteidiger Japan unterlief ihrer Mitspielerin Laura Bassett in der zweiten Minute der Nachspielzeit bei einem Abwehrversuch das entscheidende Eigentor zum 1:2-Endstand. England verpasste dadurch eine mögliche Verlängerung und das Finale. Im Spiel um Platz 3 gelang ihr mit ihrer Mannschaft aber erstmals ein Sieg gegen Deutschland, wobei sie den einen Rückstand verhinderte. England konnte damit erstmals nach dem WM-Titel der Männer 1966 wieder eine WM-Medaille gewinnen.
In der anschließenden Qualifikation zur EM 2017 kam sie in allen acht Spielen zum Einsatz. Da die Engländerinnen nur beim 1:1 gegen Belgien einen Punkt abgaben, qualifizierten sie sich souverän als Gruppensieger für die EM.
Dort wurde sie nur im dritten Gruppenspiel gegen Portugal nicht eingesetzt als einige Stammspielerinnen geschont wurden. Durch die 0:3-Halbfinalniederlage gegen die Gastgeberinnen wurde dann aber das Finale verpasst.
In der Qualifikation zur WM 2019 hatte sie sechs Einsätze. Die Engländerinnen gaben nur beim torlosen Remis im Heimspiel gegen Wales einen Punkt ab und qualifizierten sich vorzeitig für die WM.
Im März 2019 gewann sie dann erstmals den SheBelieves Cup und wurde dabei in den drei Spielen eingesetzt. Es folgte noch ein Einsatz bei der 0:1-Heimniederlage gegen Kanada und am 8. Mai die Nominierung für die WM. Bei der WM kam sie in allen sieben Spielen der Engländerinnen wie 2015 als Kapitänin zum Einsatz, womit sie mit nun 14 Einsätzen als Kapitänin die am häufigsten als Spielführerin bei Weltmeisterschaften der Frauen eingesetzte Spielerin ist. Sie wird nur noch vom Mexikaner Rafael Márquez (17) und dem Argentinier Diego Maradona (16) übertroffen. Nach dem 3:0 im Achtelfinale gegen Kamerun, wo sie das erste Tor erzielte, wurde sie als „Spielerin des Spiels“ ausgezeichnet. Am Ende sprang für ihre Mannschaft der vierte Platz heraus.
Am 27. Mai 2021 wurde sie für das Team GB nominiert, das an den wegen der COVID-19-Pandemie um ein Jahr verschobenen Olympischen Spielen in Tokio teilnahm. Bei den Spielen wurde sie bei den Siegen gegen Chile und Gastgeber Japan sowie im Viertelfinale gegen Australien eingesetzt, das mit 3:4 nach Verlängerung verloren wurde.
In den ersten sechs Spielen der Qualifikation für die WM 2023 konnte sie verletzungsbedingt nicht eingesetzt werden. Für die EM-Endrunde 2022 wurde sie zunächst für den vorläufigen Kader benannt. Am 15. Juni 2022 wurde sie aber aus dem finalen Kader gestrichen. Auch nachdem sie für ManCity ab September 2022 wieder in der Liga eingesetzt worden war, wurde sie nicht wieder für die Nationalmannschaft nominiert.

## Erfolge
- Englischer Liga-Pokalsieger: 2010  (Arsenal)
- WSL-Siegerin: 2011, 2012 (Arsenal), 2016 (Manchester City)
- WSL-Cup-Siegerin 2012, 2013  (Arsenal), 2014, 2016, 2018/2019, 2021/22 (Manchester City)
- FA-Women’s-Cup-Siegerin: 2010/2011, 2012/2013  (Arsenal), 2016/2017, 2018/2019, 2019/20 (Manchester City)
- Zypern-Cup-Siegerin 2013, 2015 (ohne Finaleinsatz)
- WM-Dritte 2015
- 2019: SheBelieves-Cup-Siegerin

## Ehrung
- Bei der Neujahrsehrung 2016 wurde Houghton von Königin Elisabeth II. zum Member of the British Empire (MBE) ernannt.

## Privatleben
Im Juni 2018 heiratete sie den ehemaligen Fußballer Stephen Darby.